# Alfred Schier

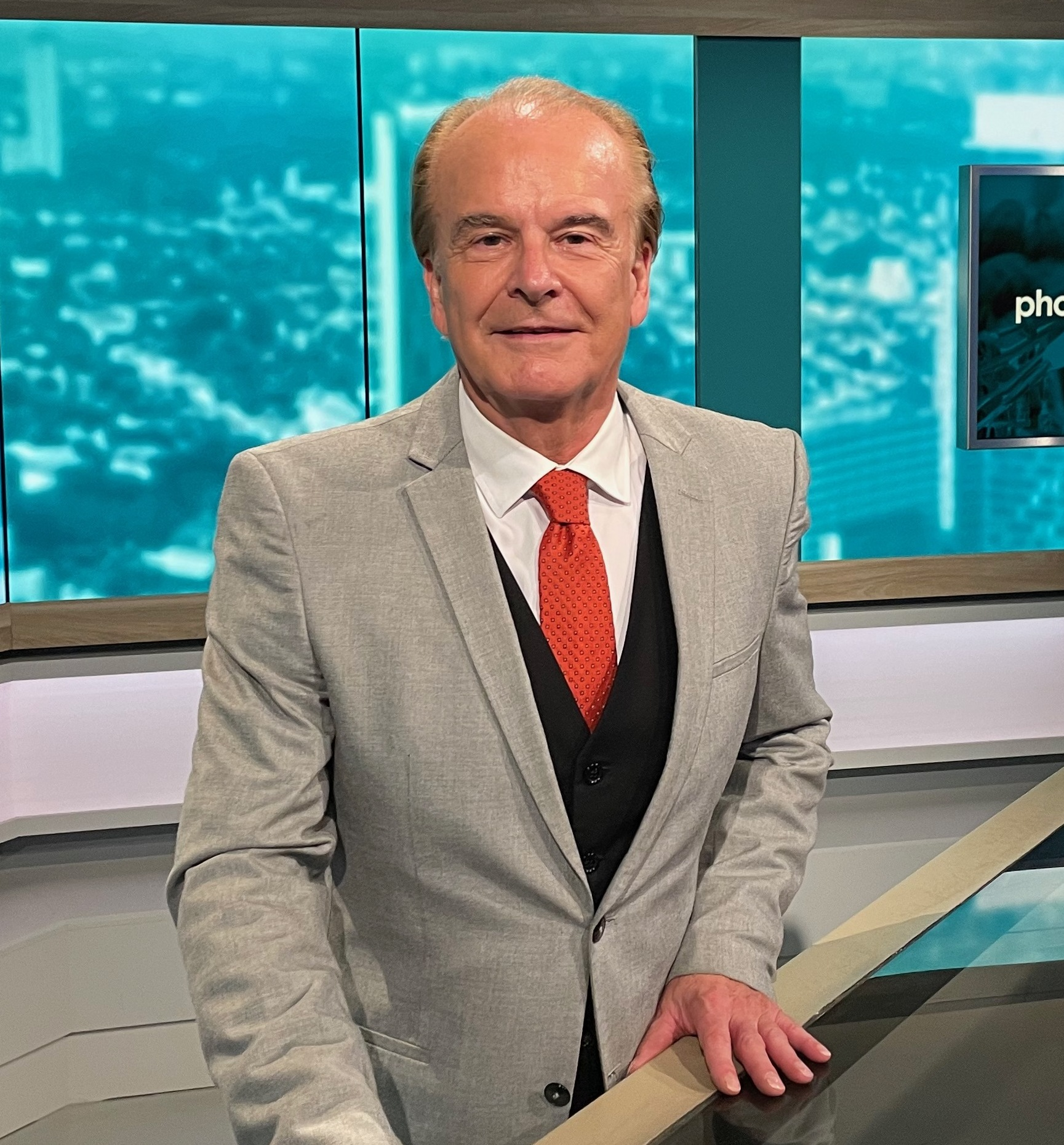
Alfred Schier (2017)

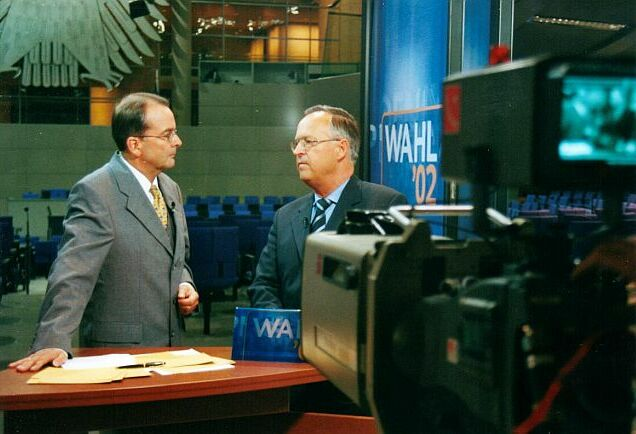
Alfred Schier (links) im Interview mit Hans Eichel am Abend des 22. September 2002, dem Tag der Bundestagswahl.

Alfred Schier (* 6. August 1955 in Stuttgart) ist ein deutscher Journalist und Moderator.

## Leben
Schier studierte Geschichte und Germanistik an der Eberhard-Karls-Universität Tübingen und der Universität Zürich. Nach dem Studium arbeitete er für das Fernsehprogramm des Süddeutschen Rundfunks als Moderator, Reporter und Senderedakteur.
Von 1978 bis 1993 war er freier Mitarbeiter in verschiedenen Bereichen des Fernsehens, von Kindersendungen über Landesmagazine bis zur Politik. Er war Planer und Chef vom Dienst der ARD bei den Olympischen Spielen, erstmals bei den Olympischen Spielen von Los Angeles 1984, letztmals bei den Spielen in Atlanta 1996, ebenso bei Fußball-Welt- und Europameisterschaften. Von 1993 bis 1995 war Schier zudem Redakteur mit besonderen Aufgaben im Bereich Sport. 1995 bis 1997 war er Redaktionsleiter Außenübertragungen im Bereich Sport des SDR. Ab März 1997 war er Redaktionsleiter Ereignis I beim Nachrichten- und Dokumentationssender Phoenix, seit März 2018 leitet er dort die Redaktion Programmkoordination & Zentrale Aufgaben. Er moderiert die Sendungen Phoenix vor Ort und Phoenix der Tag.
Von 2004 bis November 2015 und erneut seit 2018 moderiert Schier im Wechsel mit Michael Krons bei Phoenix die wöchentliche Sendung Phoenix persönlich bzw. die Vorgängersendung Im Dialog mit Interviewpartnern aus Journalismus, Politik, Wirtschaft oder Wissenschaft. Prominente Gäste waren dabei: Hans-Dietrich Genscher, Edmund Stoiber, Sahra Wagenknecht, Karl Lauterbach, Richard David Precht, Martin Sonneborn, Hanna Schygulla oder Alice Schwarzer. Dazwischen moderierte Schier die wöchentliche Diskussionsrunde Unter den Linden sowie das dreimal wöchentlich ausgestrahlte Format Phoenix Runde. Daneben moderiert er beim Sender die Neuauflage des Internationalen Frühschoppen und den Bürgerdialog Wir müssen reden!
Alfred Schier ist mit der WDR-Journalistin Anne Dorothea Schneider verheiratet und hat drei Kinder.